# 彩の国さいたま芸術劇場
1. ・大ホール 内観
2. ・小ホール 内観
3. ・音楽ホール 内観
4. ・映像ホール 内観
5. ・ホワイエ 等

彩の国さいたま芸術劇場（さいのくにさいたまげいじゅつげきじょう、Sai-no-Kuni Saitama Arts Theater）は、埼玉県さいたま市中央区に位置する、埼玉県立の複合舞台芸術施設である。
さいたま市内にある「さいたま」と名の付く施設であるが、さいたま市の成立前に完成し、管理者はさいたま市ではなく埼玉県である。

## 概要
昭和50年代末に、埼玉県の中期計画で「県民芸術劇場（仮称）」として建設が計画されたことに端を発する複合文化施設で、建設予定地決定・建設用地取得までが昭和に、基本計画の決定 及び 建物の着工・竣工が平成の初頭に行われ、1994年（平成6年）10月に「彩の国さいたま芸術劇場」として開館した。
施設設置者は埼玉県で、指定管理者は（公財）埼玉県芸術文化振興財団である。埼玉県芸術文化振興財団の芸術監督を務めた蜷川幸雄が手がける演劇公演を数多く上演した劇場の1つである。また、欧米の著名なコンテンポラリー・ダンス・カンパニーの首都圏における代表的な公演劇場として定着している。
優良ホール100選に選ばれている。2016年にはさいたまトリエンナーレの会場となった。
JR与野本町駅から劇場までの歩道は、さいたま市アートストリート整備事業により、彩の国シェイクスピア・シリーズの芸術監督や出演した俳優のサインと手形のレリーフが与野西中学校前に設置されている。また、歩道の路面にはシェイクスピア作品の台詞が埋め込まれている。
2011年2月から半年間の改修工事を実施した。2022年10月から2024年2月まで大規模改修工事のため休館し、2024年3月1日にリニューアルオープンした

### 建物の特徴
建築家の香山壽夫（香山アトリエ + 環境造形研究所）が設計。施工は間組、大成建設、八生建設の共同企業体による。構造は鉄骨構造（S造）、鉄筋コンクリート構造（RC造）、鉄骨鉄筋コンクリート構造（SRC造）を併用した複合構造で、地下2階・地上4階建て（この他に塔屋1階）となっている。また敷地面積は18,970.30m2、建築面積は10,713.81m2、延床面積は23,855.81m2である。
1995年には第8回村野藤吾賞、第36回BCS賞（建築業協会）を、1996年には日本建築学会賞（作品賞）をそれぞれ受賞している。

### 施設の特徴
大ホールと音楽ホールの音響設計は、ヤマハが担当。ホールを含む全ての施設が貸館可能である。また、155台収容の駐車場を併設している。
列柱と半透明のガラスブロックで取り囲まれ、劇場の中央に位置する円形広場「ロトンダ」や、ガラス屋根から自然の光が入る幅5m、長さ100mにも及ぶ通路「ガレリア」など、内外装に特徴的な面が数多く見られる。その為、テレビドラマのロケ地として使われることもある（例：TBS系列日曜劇場『砂の器』、フジテレビ系列『役者魂!』等）。

## 施設

### ホール
大ホール
主に演劇、コンテンポラリー・ダンス、バレエ、オペラ、ミュージカルなどの公演で使用されるプロセニアム形式のホール。
- 座席数は776席（1階610席、2階166席）。なお、オーケストラピット使用時は680席（1階514席、2階166席）となる。
- 1階ロビーにクローク・ビュッフェがある（公演によっては利用できない場合もある）。
- その他のホール概要は以下の通り。
  - 残響時間 - 約1.4秒（満席時）
  - 舞台面積 - 約1,300m2
  - 間口 - 約12.7〜14.5m
  - 高さ - 9.0m
  - 奥行き - 主舞台18.18m　 後舞台18.18m
  - 舞台設備 - （主舞台）迫り4基・沈下床1基、（後舞台）沈下床3基、スライディングステージ1基、オーケストラ迫り1基
  - 吊り物 - バトン36本
  - 舞台照明調光器 - 538台（客電含む）
  - オーケストラピット - 約60m2
  - フライズ有効高さ - 23m
  - 奈落有効深さ - 7.2m

小ホール
古代ギリシア劇場の様式を模した、すり鉢状のホール。
- 座席数は266席・298席・346席の可変式で、これ以外にも公演によって席数が変化する。
- 席数可変式のため舞台面積も約60m2〜170m2と公演内容によって変更でき、小規模な演劇公演などで使用される。
- ホール入口（改札外）にビュッフェがある（公演によっては利用できない場合もあり）
- ホール内にクロークは無い。荷物等がある場合には客席下のコインロッカーを利用する（ロッカーは無料で利用可）
- その他のホール概要は以下の通り。
  - 残響時間 - 約1.2秒（満席時）
  - 間口 - 7.9m
  - 高さ - 11.5m
  - 奥行き - 約7.3〜14.9m
  - 舞台設備 - 迫り3基
  - 吊り物 - 照明（美術）バトン11本・点吊り装置24個
  - 舞台照明調光器 - 380台（客電含む）

音楽ホール
オーケストラ、吹奏楽、ピアノなど演奏会を主としたシューボックス型のホール。
- 座席数は604席（1階504席、2階100席）となっている。
- 残響時間は約2.0秒（満席時）、舞台面積は140m2
- 1階ロビーにクロークが、2階ロビーにビュッフェがある（公演によっては利用できない場合もあり）
- その他のホール概要は以下の通り。
  - 間口 - 約16.0m
  - 高さ - 13.5m
  - 奥行き - 9.2m
  - 吊り物 - バトン1本
  - 舞台照明調光器：86台（客電含む）

映像ホール
- 映像作品の鑑賞や識者対談などで使用される。
- 座席数は150席となっている。
- 残響時間は約0.5秒（満席時）、舞台面積は約40m2
- その他のホール概要は以下の通り。
  - 間口 - 10.7m
  - 高さ - 4.0m
  - 奥行き - 4.0m
  - 映像設備 - 35m/m映写機、16m/m映写機、スライド映写機、ドルビーサラウンドシステム
  - ビデオプロジェクタシステム：ビデオプロジェクタ、150インチ透過型スクリーン、S-VHS VTR、3方式VHS VTR、Hi-8VTR、LDプレーヤー、DVDプレーヤー、EDベータVTR

### 舞台芸術資料室
演劇・音楽・舞踊・舞台芸術などについての図書、雑誌、CD、DVDなど様々な資料を収集した資料室で、誰でも無料で利用可能。
- 利用可能時間は午前9時〜午後6時で毎月第1、第3、第5月曜日は休室日となる（月曜日が祝日の場合は翌日）。
- 過去に、当劇場で上演された舞台作品のDVDも鑑賞できる（一部作品に限る）。
- 混雑時には利用時間が制限されることがある。

### けいこ場
大ホールの主舞台よりも一回り大きい大稽古場はじめ、演劇・ダンス等の稽古が可能な6つの稽古場がある。なお、付帯設備（AV装置）等の利用には別途料金が必要となる。（机、パイプ椅子等は一定数まで無料）開館20周年となる2014年10月、大稽古場に「NINAGAWA STUDIO」の愛称が付けられた。
大けいこ場
- 面積 - 397.1m2（約14.5m×21m）
- 付帯設備等 - 移動型AV装置、リノリウム

中けいこ場1
- 面積 - 166.5m2（約10.6m×13.7m）
- 付帯設備等 - 移動型AV装置、リノリウム

中けいこ場2
- 面積 - 87.9m2（約8.8m×8.4m）
- 付帯設備等 - 移動型AV装置

小けいこ場1
- 面積 - 21.8m2（約3.6m×5.5m）
- 付帯設備等 - 机（1脚）、パイプ椅子（10脚まで無料）

小けいこ場2
- 面積 - 26.2m2（約6.1m×4.4m）
- 付帯設備等 - 机（1脚）、パイプ椅子（10脚まで無料）

小けいこ場3
- 小けいこ場3は和室になっている。
- 面積 - 17畳（約5.1m×4.3m）
- 付帯設備等 - 和机（4脚）、座布団

### 練習室
4管編成のオーケストラ練習も可能な大練習室をはじめ、主に音楽練習に使用される練習室が6室ある。なお、付帯設備（AV装置やピアノ）等の利用には別途料金が必要となる（椅子、譜面台等は一定数まで無料）。
大練習室
- 面積 - 362.1m2（約16.2m×20m）
- 付帯設備等 - グランドピアノ（ヤマハセミコン）、移動型AV装置、譜面台（40台）、椅子（40脚まで無料）

中練習室
- 面積 - 67.4m2（約9.2m×7m）
- 付帯設備等 - グランドピアノ（スタインウェイセミコン）、譜面台（20台）、椅子（20脚まで無料）

小練習室A
- 面積 - 30.6m2（約6.6m×4.4m）
- 付帯設備等 - グランドピアノ（カワイセミコン）、机（1脚）、譜面台（10台）、椅子（10脚）

小練習室B
- 面積 - 16.5m2（約4.3m×3.8m）
- 付帯設備等 - アップライトピアノ、机（1脚）、譜面台（6台）、椅子（6脚）

小練習室C
- 面積 - 19.2m2（約5.5m×3.1m）
- 付帯設備等 - アップライトピアノ、机（1脚）、譜面台（6台）、椅子（6脚）

小練習室D
- 面積 - 13.7m2（約4m×3.3m）
- 付帯設備等 - アップライトピアノ、机（1脚）、譜面台（4台）、椅子（4脚）

### その他
総合インフォメーション
ホール、けいこ場、練習室等の施設利用申込受付と主催公演のチケットを販売する、チケットセンターを兼ねた総合案内となっている。
利用者交流コーナー
旧チケットカウンターを「利用者交流コーナー」とし、劇場利用者の交流スペースとして整備された。
- 飲食、歓談、休憩等ができるテーブルとイスが設置されている。
- 当劇場で公演を予定している団体のポスターが掲示されている。
- 当劇場を利用する団体チラシや、埼玉県内各施設のチラシが置かれている。
- 当劇場へ意見が気軽に寄せられる「提案箱」が設置されている。

託児室
財団主催公演において、未就学児に対しての託児サービスを行っている（有料、完全予約制）。
レストラン
- フランス料理　ビストロやま
  - 営業時間 
ランチ：午前11時30分〜午後3時（ラストオーダー 午後2時30分）
ディナー：午後5時30分〜午後9時30分（ラストオーダー 午後9時）
但し、曜日、公演内容により営業時間の変更もあり。
  - 定休日 - 当劇場休館日。
  - レストラン入口は劇場入口とは異なる。
- ペペロネカフェ
上記の「ビストロやま」姉妹店のカフェ。当施設内の使用者交流コーナー近くにあり、コーヒー・紅茶やパスタ、サンドイッチなどの軽食がある。
  - 営業時間 - 午前10時〜午後6時（曜日、公演内容により営業時間の変更もあり）
  - 花の販売も行っている。
  - 各ホールのビュッフェ運営もペペロネカフェが行っている。

駐車場
地上・地下あわせて155台の駐車スペースを完備している。土日・祝日や公演開催日は満車になり、周辺道路が渋滞して入庫に時間が掛かる事もある。
- 駐車可能台数 - 155台
- 利用可能時間 - 午前9時〜午後10時
- 料金 - 最初の1時間は無料、以降1時間300円
- 制限 - 地下駐車場には高さ制限あり。
- 割引 - 「身体障害者手帳」「療育手帳」「精神障害者保健福祉手帳」のいずれかを総合インフォメーションに提示すると駐車料金が無料になる。
- 公演観劇の場合には駐車料金の割引等は無し。

## 歴代芸術監督
| 代   | 氏名     | 在任期間                  | 専門分野・主なトピック                                                   |
| ---- | -------- | ------------------------- | ------------------------------------------------------------------------ |
| 初代 | 諸井誠   | 1994年10月 – 2005年3月    | 作曲家。開館時の館長を兼務し、クラシック部門の基盤を整備。               |
| 2代  | 蜷川幸雄 | 2006年1月 – 2016年5月12日 | 演出家。〈さいたまゴールド・シアター〉〈ネクスト・シアター〉を創設。     |
| –    | （空席） | 2016年5月 – 2022年3月     | ※芸術監督未設置期間                                                      |
| 3代  | 近藤良平 | 2022年4月 – 現職          | 振付家・ダンサー。「クロッシング」をキーワードにジャンル横断企画を推進。 |

## 主な主催公演
- 彩の国シェイクスピア・シリーズ - 1998年〜
芸術監督に演出家の蜷川幸雄を迎え、ウィリアム・シェイクスピアの全戯曲37作品を上演する企画である。蜷川が2016年5月に他界した為、俳優・演出家の吉田鋼太郎を2代目芸術監督として迎え、第33弾よりシリーズ完結まで務めることが決定した。
- ピアニスト100（終了） - 1997年〜2007年
音楽監督に中村紘子を迎え、「100人を聴く10年」と題して1年間に10人ずつ、10年をかけて100人のピアニストを国際的な視点による人選で演奏会を開催した。
- ピアノ・エトワール・シリーズ - 2007年〜
ピアニスト100に続く新シリーズ。当劇場が厳選した演奏者による演奏を展開していく予定である。
- 源氏語り五十四帖
三田村雅子の解説と幸田浩子の朗読で、源氏物語54帖すべてを読み解いていくシリーズである。
- 高齢者演劇集団 さいたまゴールド・シアター - 2006年〜
蜷川幸雄主宰。2006年4月に創設。経験・未経験を問わず55歳以上の男女を条件に約20人の俳優を公募したところ、1,266人が応募。15日間、延べ78時間に及ぶオーディションの結果、48名（男性21名、女性27名）が合格。2回の中間発表を経て、2007年6月に第1回公演『船上のピクニック』（岩松了作）を上演。2008年には、中間発表と第2回公演『95kgと97kgのあいだ』（清水邦夫作）、2009年には第3回公演『アンドゥ家の一夜』（ケラリーノ・サンドロヴィッチ作）を上演。
- 音楽劇『ガラスの仮面』 - 2008年8月8日〜8月24日
美内すずえ原作、青木豪脚本、蜷川幸雄演出。夏休み期間に、家族で観に来られる作品として企画された。
- 若手演劇集団 さいたまネクスト・シアター - 2009年〜
蜷川幸雄主宰。2008年12月に創設。経験・未経験を問わず18歳以上の男女を条件に俳優を公募したところ、1,225人が応募。オーディションの結果、44名（男性27名、女性17名）が合格。2009年10月に第1回公演『真田風雲録』を上演。2010年の第2回公演『美しきものの伝説』では第18回読売演劇大賞優秀作品賞・最優秀演出家賞を受賞している。

## 彩の国落語大賞
平成17年度、年代を問わず幅広いジャンルの演芸公演の場として『彩の国さいたま寄席～四季彩亭』を創設し、出演者のうち若手落語家を対象に、表彰しているもの。将来の落語界のスターを生み出す場として注目されている。
平成16年度までは若手落語家の登竜門として『拾年百日亭』開催し、表彰していた。

### 過去の受賞者
- 平成10年度 林家たい平
- 平成11年度 柳家花緑
- 平成12年度 立川志らく
- 平成13年度 柳家喬太郎
- 平成14年度 立川談春
- 平成15年度 三遊亭歌武蔵
- 平成16年度 三遊亭白鳥
- 平成17年度 三遊亭遊雀
- 平成18年度 林家彦いち
- 平成19年度 柳家三三
- 平成20年度 立川生志
- 平成21年度 三遊亭歌奴
- 平成22年度 桃月庵白酒
- 平成23･24年度 桂文治
- 平成25年度 三遊亭兼好
- 平成26年度 立川談笑
- 平成27年度 春風亭一之輔
- 平成28年度 三遊亭萬橘
- 平成29年度 春風亭昇也
- 平成30年度 林家たけ平
- 令和元年度 三遊亭鬼丸
- 令和2･3年度 桂宮治
- 令和4年度 三遊亭わん丈
- 令和5年度 桂三四郎

### 特別賞の受賞者
- 令和4年度 玉川太福

## 所在地・アクセス
- 所在地 - 埼玉県さいたま市中央区上峰3丁目15番1号
  - 施設前には東西の埼玉県道215号宗岡さいたま線（起点）・市道たつみ通り（終点）と、南北の埼玉県道165号大谷本郷さいたま線（本町通り）が交わる「芸術劇場前」交差点がある。
- 最寄駅 - JR埼京線与野本町駅下車徒歩10分。
- バス停
  - 与野本町駅から国際興業バス与本05系統で「彩の国さいたま芸術劇場」停留所下車
  - 北浦和駅から西武バス北浦11系統等、国際興業バス新都01系統で「彩の国さいたま芸術劇場入口」停留所下車